# Eilema dispar
Eilema dispar är en fjärilsart som beskrevs av Leach 1814. Eilema dispar ingår i släktet Eilema och familjen björnspinnare. Inga underarter finns listade i Catalogue of Life.